# Chierici regolari di San Paolo
I Chierici regolari di San Paolo (in latino Congregatio Clericorum Regularium S. Pauli) sono un istituto religioso maschile di diritto pontificio: i membri di quest'ordine, detti popolarmente barnabiti, pospongono al loro nome la sigla B.
È uno dei più antichi ordini di chierici regolari nella storia della Chiesa: nacque alla vigilia del Concilio di Trento sull'onda dei movimenti di "riforma" della vita cristiana. Il suo nome deriva dalla casa-madre dell'istituto, presso la chiesa di San Barnaba di Milano. La sede generalizia attualmente si trova a Roma, dove fu trasferita da Milano nel 1662. Al carisma dell'ordine, fondato da sant'Antonio Maria Zaccaria (1502-1539), partecipano anche le suore angeliche di San Paolo e i laici di San Paolo (laicali, specialmente di coniugati).

## Storia dell'Ordine

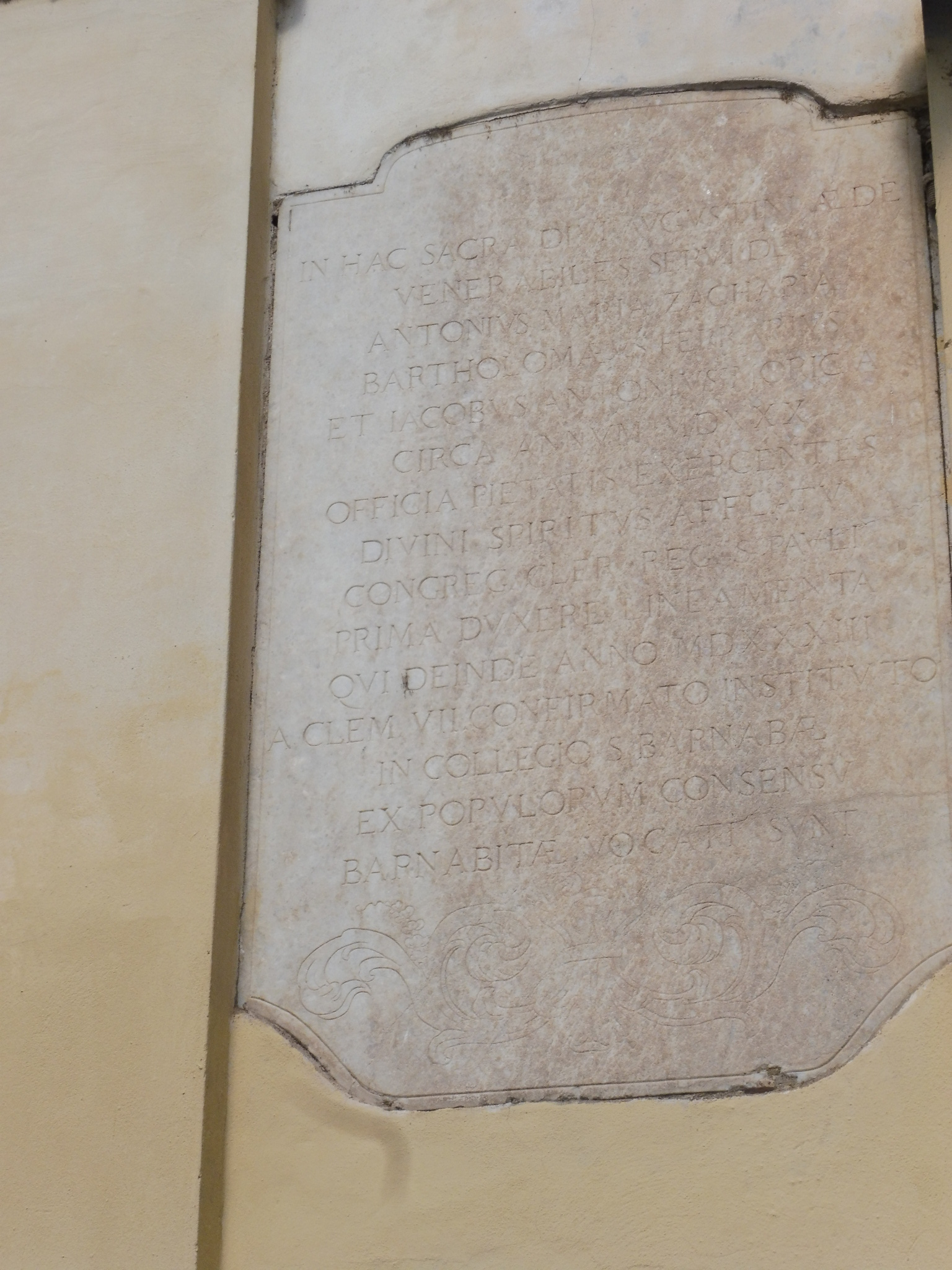
Milano. Epigrafe che sul lato della chiesa di S. Agostino in Caminadella ricorda la nascita e la fondazione della Compagnia.

L'Ordine dei chierici regolari di San Paolo fu pensato nel 1532 da Antonio Maria Zaccaria (canonizzato da papa Leone XIII il 27 marzo 1897), da Bartolomeo Ferrari (1499-1544) e da Giacomo Antonio Morigia (primo preposto generale;1497-1546) quando, entrati in contatto con la realtà dell'oratorio dell'Eterna Sapienza, si accorsero che il sodalizio era in crisi e progettarono di trasformarlo in una nuova realtà: la "Compagnia dei figlioli e delle figliole di Paolo Santo" ("Congregazione di san Paolo"), una nuova formazione religiosa che avrebbe dovuto essere composta da tre collegi: sacerdoti, religiose e laici.
Il collegio maschile venne approvato, prima ancora che i suoi membri iniziassero la vita in comune e si dessero una regola, il 18 febbraio 1533, con il breve apostolico Vota per quae di Clemente VII. 
Il 15 gennaio 1535 Paolo III con la bolla Debitum pastoralis autorizzò il collegio femminile della congregazione a costituirsi in monastero, ponendolo sotto la regola di sant'Agostino. Le religiose adottarono l'abito delle domenicane e si diedero il nome di Angeliche.
Il 25 luglio dello stesso anno il pontefice, con la bolla Dudum felicis recordationis, diede all'ordine maschile la qualifica di "chierici regolari". 
Nel mese di ottobre le Angeliche, che inizialmente non erano soggette all'obbligo di clausura, si trasferirono nel monastero di San Paolo presso la chiesa di Sant'Eufemia.
Subito dopo lo Zaccaria si fece promotore anche del "terzo collegio", quello dei laici, che furono chiamati "coniugati" o "maritati" di San Paolo.
Immediatamente il nuovo Ordine sconvolse i milanesi per le sue pratiche, il suo modo di predicare, il suo modo di vestire e le sue penitenze. Tra le iniziative che sorsero proprio grazie a loro in quel periodo, si devono annoverare l'usanza di suonare le campane alle tre del pomeriggio di ogni venerdì, a solenne ricordo della morte di Gesù, e l'esposizione solenne dell'Eucaristia, a turno, nelle chiese della città (le Quarantore).
A causa del loro zelo religioso furono anche accusati di pelagianesimo, di essere seguaci del frate eretico Battista da Crema (morto il 1º gennaio 1534), di professare le eresie delle Beghine e dei Poveri di Lione. Per confutare tali accuse le autorità civili ed ecclesiastiche milanesi li sottoposero a due processi. Alla vigilia del primo, iniziato il 5 ottobre 1534 e conclusosi senza alcuna sentenza, iniziarono a praticare la vita comunitaria in povertà. Il secondo processo iniziò nel giugno 1536 e terminò il 21 agosto 1537 con una assoluzione piena.
Ancora prima che il processo terminasse, il vescovo di Vicenza, cardinale Niccolò Ridolfi, richiese l'aiuto dell'Ordine per riformare i monasteri della città.
Il 29 novembre 1543, con la bolla Pastoralis officii cura, papa Paolo III li esentò dalla giurisdizione del loro diocesano.
I sacerdoti dell'Ordine iniziarono ad essere chiamati Barnabiti dopo il 1545, quando si stabilirono definitivamente presso la chiesa di San Barnaba.
Infine, le bolle di papa Giulio III Rationi congruit e Ad hoc nos Deus praetulit (22 febbraio e 11 agosto 1550), confermarono e aumentarono i preesistenti privilegi dell'istituto, che, da congregazione, da quel momento in poi diventò un ordine religioso nel senso canonico del termine. 
I suoi membri, comunque, si attennero ancora all'usanza di chiamarla "la Congregazione".
Presto anche nel Veneto la loro opera cominciò a dare fastidio; nel 1551 furono cacciati dai territori della Serenissima e vennero nuovamente denunciati all'Inquisizione come eretici. Dagli atti dell'Inquisizione risultò che nella vita di queste nuove congregazioni c'erano alcune cose che non andavano (in base ai criteri di giudizio tradizionali). Venne deciso che dovevano assumere una fisionomia più aderente ai modelli di vita religiosa che si andavano delineando al Concilio di Trento. Qualcuno abbandonò, ma la maggior parte dei barnabiti, in spirito di obbedienza e di sottomissione alla Chiesa, si adeguò alla decisione.
Il cardinale Carlo Borromeo, appena assunto l'incarico di arcivescovo di Milano, capì subito le potenzialità di questi sacerdoti e decise di sceglierli come strumento per la riforma della Chiesa milanese. Fu proprio grazie all'assistenza del cardinale che le Costituzioni, che hanno ispirato e disciplinato la vita dei barnabiti fino al concilio Vaticano II, furono promulgate nel 1579. I principali capitoli dell'Ordine si tennero, quindi, a Milano fino al pontificato di Alessandro VII (1655-1667), che ordinò loro di riunirsi a Roma.
Qualche anno più tardi il vescovo di Ginevra Francesco di Sales si servì del loro aiuto per contrastare la diffusione del calvinismo in quella regione.
Nel 1582, papa Gregorio XIII, dietro sollecitazione del Sovrano ordine di San Giovanni di Gerusalemme, mandò dei padri barnabiti a Malta, e nel 1610 Enrico IV di Francia ottenne i loro servizi nella difesa del cattolicesimo a Berna, da dove si estesero a Parigi e ad altre parti della Francia.
Nel 1605 i barnabiti decisero di dedicarsi a un nuovo tipo di apostolato: la scuola. Lentamente, questa sarebbe diventata la loro attività principale, anche se non lasciarono mai il ministero pastorale diretto e le altre forme di apostolato. Le prime missioni all'estero, in Francia, Austria e Boemia, risalgono proprio a questo periodo.
L'imperatore Ferdinando II li invitò in Austria, nel 1627, per ostacolare la diffusione del protestantesimo, e diede loro la parrocchia di corte di San Michele, dove venne costruita una casa per alloggiarli. 
L'ordine è anche proprietario della chiesa parrocchiale di Maria-Hilf a Vienna, famoso santuario eretto in ringraziamento per la liberazione della città dai Turchi da parte di Sobieski, nel 1683.
Il Settecento è considerato il "secolo d'oro" dell'Ordine: in questo periodo raggiunse il suo massimo splendore; grazie alla stima goduta da parte dei pontefici (Benedetto XIV) e dei re, gli vennero affidati incarichi di grande responsabilità. Nel 1718 papa Clemente XI aggregò cinque barnabiti alla missione di monsignor Mezzabarba presso l'Imperatore della Cina per tentare di risolvere la controversia dei riti cinesi. Non si ottenne alcun risultato concreto, ma, quando il resto del gruppo lasciò il paese, un membro dell'ordine, padre Ferrari, rimase in Cina, dove si stabilì prima a Pechino e poi a Canton. Da quel momento fino al 1738 i compagni di Padre Ferrari predicarono il vangelo in Cocincina, dove Padre Alessandro degli Alessandri fu per sedici anni vicario apostolico. 
Dato che la Santa Sede, intanto, desiderava una missione regolare barnabita ad Ava e Pegu, nell'attuale Birmania, l'ordine si assunse quell'impegno, e la missione fu mantenuta fino al 1832, quando l'impossibilità di disporre di sufficienti persone, in seguito alla soppressione degli ordini religiosi da parte di Napoleone, rese necessario il suo trasferimento alla Società Parigina delle Missioni Estere
Comunque, grazie al loro impegno nell'insegnamento, molti barnabiti divennero grandi studiosi e scienziati e, dopo la soppressione della Compagnia di Gesù, subentrarono nella direzione di alcune delle loro opere.
Il secolo successivo, con l'invasione napoleonica, tutti gli ordini religiosi furono disciolti, così anche quello dei barnabiti. Era il 1810. Nel 1814 la Congregazione fu riformata a Roma e nel 1825 a Milano, ma ormai era decimata. I pochi che risposero all'appello cercarono di rimettere in piedi l'Ordine con i pochi mezzi rimasti (la maggior parte delle proprietà erano ormai andate perdute). L'attività principale di questo periodo fu l'educazione della gioventù in scuole, convitti e oratori.
Agli inizi del Novecento, con l'apertura delle scuole apostoliche, il numero dei barnabiti ricominciò a crescere e l'Ordine cominciò ad espandersi nel mondo con l'apertura di comunità in Brasile (1903), Afghanistan (1931), Cile (1946), Argentina (1947), Stati Uniti d'America (1948), Repubblica Democratica del Congo (1949), Canada (1961), Spagna (1964), Polonia e Filippine (1989), Albania (1996). 
All'inizio del XX secolo, comunque, il Belgio si è dimostrato un rifugio provvidenziale per l'ordine, in quanto coloro che erano stati espulsi dalla Francia dal governo di quel paese si stabilirono a Bruxelles e in altre parti del vicino regno.
Con il concilio Vaticano II anche le Costituzioni sono state cambiate per renderle più aderenti alle nuove esigenze. Gli anni successivi al Concilio, con la crisi delle vocazioni, si è assistito ad un ridimensionamento delle comunità e delle attività; ma, in compenso, si sta assistendo all'internazionalizzazione della Congregazione: i barnabiti non sono più soltanto italiani, ma anche latinoamericani, africani e asiatici.
La prima comunità del nuovo millennio è stata aperta nel 2003 in Messico.

## Scopi ed organizzazione dell'ordine
L'ordine si è posto come scopo il «rianimare lo spirito ecclesiastico e lo zelo per le anime tra il clero».
Carlo Borromeo, che ricevette assistenza dai barnabiti nella sua opera di riforma della diocesi di Milano, nelle sue biografie menziona il suo affetto per loro e il piacere che gli procurava il soggiornare nella loro casa di San Barnaba.
Francesco di Sales, che amava definirsi barnabita, invitò la Congregazione nella sua diocesi, per fondare dei collegi ad Annecy e a Thonon-les-Bains, mentre il barnabita Guerin fu suo coadiutore e in seguito, essendogli succeduto nella sede di Ginevra, si distinse per lo zelo con cui promosse la sua canonizzazione.
I barnabiti hanno il titolo di episcoporum adjutores.
Le assemblee dei provinciali si tengono ogni 3 anni per l'elezione di un nuovo generale, la cui durata in carica è limitata a quel periodo, dato che è consentita un'unica rielezione a ciascun detentore della carica. 
In aggiunta ai tre voti regolari di povertà, castità e obbedienza, i membri dell'ordine fanno voto di non aspirare mai ad alcuna carica o posizione di prestigio, né di accettarle se non dietro ordine della Santa Sede. 
L'ambito della loro speciale vocazione, oltre alla predicazione in generale, alla catechesi, alle confessioni, alle missioni, al servizio in ospedali e prigioni, e all'educazione dei giovani, comprende anche un particolare impegno allo studio approfondito e all'esposizione delle lettere paoline. 
Il loro abito è la tonaca nera (in latino: tunica talaris), che costituiva il normale abbigliamento dei presbiteri secolari milanesi al tempo di Carlo Borromeo.

## Santi e altri membri importanti della Congregazione
Oltre ai santi canonizzati Antonio Maria Zaccaria, Alessandro Sauli e Francesco Saverio Maria Bianchi, noto come il taumaturgo di Napoli, l'Ordine barnabita vanta diversi venerabili, tra i quali ci sono stati parecchi religiosi distintisi per la loro austera purezza.
Alfonso Paleotti, che nel 1592 succedette a suo cugino, il cardinale Gabriele Paleotti, nella carica di arcivescovo di Bologna, riferisce nella sua autobiografia che, mentre stava invocando luce e aiuto per la conduzione della sua arcidiocesi, un sant'uomo chiamato comunemente "il Vidente", per via del suo dono delle visioni, gli disse, riferendo un messaggio della Vergine Maria, che egli doveva mandare a chiamare i barnabiti e nominarli penitenzieri, "...perché essi le erano molto devoti, erano i suoi servi fedeli, ed ella li avrebbe assistiti nell'avvicinare le anime alla pratica della comunione quotidiana...".
Il Padre Venerabile Costantino Pallamolla di Scalea (Cs) vissuto nel secolo XVI, fu stimato dai Papi Clemente VIII, Paolo V e Urbano III e fu vicino a San Giuseppe Calasanzio, morto in odore di santità.
La cultura, la cui ricerca è da sempre considerata dai barnabiti come un'importante via per mantenere l'osservanza religiosa, è sempre stata tra loro perseguita in tutte le sue branche.
Per citare solo qualche nome, l'ordine si è distinto:
- nella teologia con Rotario, Pozzobonelli e Maderni;
- nelle scienze bibliche con Corio e Vercellone;
- nella storia ecclesiastica con Tornielli, i cui Annales Sacri sono considerati un'introduzione a quelli di Cesare Baronio;
- nella scienza liturgica con Gavanti;
- nell'archeologia con Felice Caronni, la cui opera è lodata nella Doctrina nummorum veterum di Eckhel, Angelo Maria Cortenovis, che illustrò le antichità del Friuli e di Aquileia, Della Torre, che restaurò il Forum Julii di Cividale, Ungarelli l'egittologo, amico di Jean-François Champollion e Ippolito Rosellini, e decifratore dell'obelisco romano, Benzi, che spiegò l'iscrizione di Vercelli.

Tra i nomi di barnabiti eminenti nella filosofia ci sono quelli di Baranzano, amico di Galileo Galilei e di Francesco Bacone, che comunicò a lui per primo la teoria del Novum Organum, e quelli del cardinale Hyacinthe Sigismond Gerdil e di Pini, autore della "Protologia".
Per quanto riguarda la fisica e la matematica: Paolo Frisi, Giovanni Maria Cavalleri, Francesco Denza, fondatore della Società meteorologica italiana e primo direttore dell'Osservatorio Vaticano, Pietro Monte, fondatore dell'Osservatorio meteorologico di Livorno, e il sismologo Timoteo Bertelli.
All'architetto barnabita Binaghi si deve il restauro dell'Monastero dell'Escorial verso la fine del XVI secolo, mentre il barnabita Mazenta fu l'architetto sia della Cattedrale di Bologna sia delle fortificazioni di Livorno (mura di Livorno).
A questi nomi si potrebbero aggiungere quelli di molto barnabiti che sono stati famosi in letteratura. 
Inoltre l'ordine ha dato alla Chiesa cattolica più di cinquanta vescovi e i seguenti sei membri del Sacro Collegio: Antonio Maria Cadolini, Francesco Fontana, Hyacinthe Sigismond Gerdil, Luigi Lambruschini, Luigi Maria Bilio e Giuseppe Maria Graniello.
Nel 1856 il conte Šuvalov, un insigne convertito russo, entrò a far parte della Congregazione dei barnabiti. Suo ardente desiderio era che i confratelli potessero fare qualcosa per l'unità dei cristiani. A questo scopo l'ordine fondò un'Associazione delle messe e, con il breve Apositum Super Nobis, in data 30 aprile 1872, papa Pio IX concesse l'indulgenza plenaria a coloro che avessero partecipato alla messa per l'unità dei cristiani, da celebrarsi una volta al mese nella cappella dei barnabiti a Parigi. Concesse, inoltre, al generale dell'ordine la facoltà di estendere pari privilegio a qualsiasi altra chiesa in cui si celebrasse una messa mensile per la medesima intenzione nel giorno fissato dall'ordinario. 
Tale privilegio è liberamente esteso dal generale a tutti i vescovi che lo desiderino.
Noto è anche Stanislao Vincenzo Tomba, che fu successivamente vescovo di Rodiapoli, di Forlì e di Camerino.

### Santi patroni
- San Carlo Borromeo;
- San Francesco di Sales.

## Carisma
Il carisma è un'esperienza dello Spirito, pertanto è una realtà dinamica di vita. Con il decreto del Concilio Vaticano II Perfectae Caritatis tutti gli istituti religiosi hanno dovuto fare delle approfondite riflessioni sul proprio carisma. I punti del carisma dei barnabiti, universalmente condivisi, sono: il carisma di sant'Antonio Maria Zaccaria è lo stesso di san Paolo e si può definire "carisma della riforma". 
Il carisma paolino si può sintetizzare nell'apostolato (condizione di inviato, sempre in missione), nella predicazione del Vangelo e nell'evagelizzazione dei pagani (evangelizzazione dei "lontani").
Con "carisma della riforma" si intende la riforma della Chiesa e della società, una riforma interiore della persona, della comunità cristiana e della comunità civile.
Il carisma paolino-zaccariano si è approfondito e sviluppato nel corso dei secoli grazie al discernimento comunitario e al contributo personale di figure particolarmente significative che hanno segnato la storia dell'Ordine. 
Alcuni aspetti, assenti alle origini, ma che ormai caratterizzano in modo indelebile il carisma barnabitico, sono: la spiritualità di Francesco di Sales; la tradizione culturale e scientifica; l'attività educativa, svolta principalmente in ambito scolastico; le devozioni al Sacro Cuore e alla Madonna della Divina Provvidenza.
I barnabiti ebbero anche discepoli famosi, come Alessandro Manzoni e Eugenio Montale.

## Diffusione
Alla fine del 2019 l'ordine contava 69 case e 341 membri, dei quali 289 sacerdoti. Dal 29 marzo 2025 il preposito generale dei barnabiti è il congolese padre Étienne Ntalé Majaliwa, fino a quel giorno superiore provinciale in Belgio.